# Stylocellidae
Stylocellidae (лат.) — семейство паукообразных из подотряда Cyphophthalmi отряда сенокосцев. Включает около 30 видов.

## Распространение
Юго-Восточная Азия: от Индии до Новой Гвинеи.

## Описание
Мелкие сенокосцы с короткими ногами, похожие на клещей. Имеют длину тела от 1 до 7 мм. Окраска разнообразная: оранжевая, красная, коричневая, чёрная. Глаза развиты (Stylocellus) или отсутствуют (у других родов). Обладают выступающими в боковом направлении озофорами, дорзальный скутум образован слитыми тергитами просомы и опистосомы, гранулированный. Коготки ног гладкие, без ряда зубцов.

## Классификация
В семейство включают около 30 видов, объединённых в следующие роды:
- Fangensis Rambla, 1994
- Leptopsalis Thorell, 1882
- Meghalaya Giribet, Sharma & Bastawade, 2007
- Miopsalis Thorell, 1890
- Stylocellus Westwood, 1874
- † Palaeosiro Poinar, 2008